# Thomas Bartholin

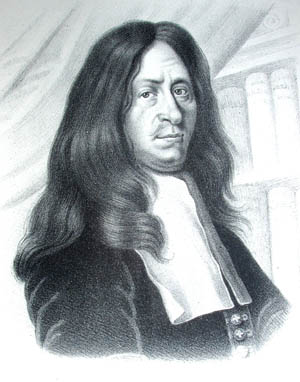
Thomas Bartholin

Thomas Bartholin (20 tháng 10 năm 1616 - 4 tháng 12 năm 1680) là một thầy thuốc, nhà toán học và thần học người Đan Mạch. Thomas Bartholin nổi tiếng vì đã phát hiện ra hệ bạch huyết của người.

## Cuộc đời và Sự nghiệp
Thomas Bartholin là con thứ hai trong số 6 người con của Caspar Bartholin và Anna Bartholin. Gia tộc Bartholin nổi tiếng là có nhiều khoa học gia. Tổng cộng có 12 người là giáo sư ở Đại học Copenhagen. Ba thế hệ gia tộc này đã đóng góp nhiều cho y học, nhất là giải phẫu học, trong thế kỷ 17 và 18. Cha của Thomas - Caspar Bartholin - cũng là thầy thuốc, đã xuất bản tác phẩm về giải phẫu học năm 1611. Sách này sau đó được Thomas minh họa, sửa chữa và bổ sung các kiến thức mới và là sách giải phẫu học được đọc nhiều nhất trong thời Phục hưng. Tháng 12 năm 1652 Thomas Bartholin công bố bản mô tả đầy đủ đầu tiên về hệ bạch huyết của người, tiếp theo việc phát hiện hệ bạch huyết nơi động vật của Jean Pecquet trước đó vào năm 1651. Ngay sau khi Pecquet và Bartholin công bố công trình của mình, thì Olof Rudbeck cũng công bố phát hiện này (năm 1653), dù Rudbeck đã trình bày phát hiện của mình tại triều đình nữ hoàng Christina của Thụy Điển vào tháng 5 năm 1652 (trước Bartholin) nhưng viết ra đầy đủ sau Bartholin. Năm 1663 Thomas Bartholin mua nông trang Hagested. Năm 1670 nông trang này bị hỏa hoạn, các bản thảo tài liệu chứa trong thư viện bị cháy hết. Sau đó vua Christian V của Đan Mạch bổ nhiệm Bartholin làm ngự y với số lương khá lớn, đồng thời miễn thuế cho nông trang của Bartholin. Năm 1680 sức khỏe của Bartholin bị suy giảm trầm trọng, ông ta bán nông trang, về Copenhagen cư ngụ và chết cùng năm.

## Một số tác phẩm chính
- Antomia (1641)
- De luce Animalium (1647)

Antiquitatum veteris puerperii synopsis, 1676

- De monstris in natura et medicina (?)
- Vasa lymphatica in homine nupe inventa (1652)
- Acta medica et philosophica Hafniensia (1672)
- De veterum puerperio (1676)
- De pulmonum substantia et motu (?)
- Historarium anatomicarum rariorum centurie I-VI (1654-1661)